# Egyházaskozári Csángómagyar Hagyományőrző Együttes
Az Egyházaskozári Csángómagyar Hagyományőrző Együttes a második világháború után a romániai Moldvából Magyarországra, Baranya megyébe került csángómagyar családok tagjaiból jött létre 1948-ban, akik hagyományőrző népművészeti együttest hoztak létre Egyházaskozáron, Takács Ferencné (Bodó Rozália), helybeli tanárnő segítségével. A csoport a legkülönbözőbb elnevezésekkel lépett fel és tartotta próbáit évtizedeken át („Csángó Hagyományőrző Együttes”, „Egyházaskozári Csángó Népdalkör”, stb.). Az 1970-es években Egyházaskozári Pávakörként szerepeltek, és az akkori „Röpülj Páva” mozgalom résztvevőiként az országos televíziós népművészeti vetélkedő döntőjébe is bekerültek.
Ma is tevékeny hagyományőrző együttesről van szó, amely már több mint 60 éve folyamatosan működik. 2008 októberében tartották az együttes 60 éves fennállásának ünnepségét. 2010 májusában sikeres jótékonysági bált tartottak a romániai Magyarfaluban épülő „Magyarház” támogatására.